# 日本工学会
公益社団法人日本工学会（にほんこうがくかい、英称：The Japan Federation of Engineering Societies、略称：JFES）は、明治12年（1879年）に設立された日本で最初の工学系学術団体である。

## 概要
明治12年（1879年）に工部大学校（現東京大学工学部）第1回卒業生23名により卒業生の懇親と情報交換を目的に創立され、当初は工学会と称した。その後、日本の工学の発展に伴い、分野ごとに個別の学会が設立されるのに伴って、大正11年（1922年）に個人会員制から学協会を会員とする体制に変更された。現在は約100の会員学協会の相互協力によって工学および工業の進歩発展を図るとともに､世界工学団体連盟（World Federation of Engineering Organizations, WFEO）のAssociate Memberとしても国際的に活動している。
創立時のメンバー
- 化学科：高峰譲吉、森省吉、中村貞吉、深堀芳樹、岸真次郎、鳥居烋夫
- 機械科：荒川新一郎、高山直質、三好晋六郎、今田清之進、宮崎航次
- 鉱山科：近藤貴蔵、麻生政包
- 造家科：辰野金吾、曾禰達蔵、片山東熊、佐立七次郎
- 電信科：志田林三郎
- 土木科：南清、杉山輯吉、石橋絢彦
- 冶金科：小花冬吉、栗本廉

## 沿革
- 1879年11月18日（明治12年） - 工部大学校第1期卒業生23名により創立。初代幹事：高峰譲吉
- 1882年（明治15年） - 会長制に変更。初代会長：原田虎三
- 1901年（明治34年） - 社団法人となる
- 1922年（大正11年） - 個人会員制から団体会員制に変更。当初会員は12学会
- 1930年（昭和 5年） - 日本工学会に改称
- 1972年（昭和47年） - 世界工学団体連盟(WFEO)に日本学術会議とともに日本代表として加盟
- 1979年（昭和54年） - 100周年記念式典。皇太子（現上皇）夫妻が臨席[7][8][9]。
- 2012年（平成24年） - 公益社団法人に移行

## 構成される学協会
各50音順

### 第1部門 基礎 (31学協会)
・特定非営利活動法人
安全工学会
・一般社団法人
可視化情報学会/システム制御情報学会/照明学会/情報処理学会/人工知能学会/日本音響学会/日本計算工学会/日本原子力学会/日本産業技術教育学会/日本シミュレーション学会/日本ソフトウェア科学会/日本デザイン学会/日本燃焼学会/日本非破壊検査協会/日本流体力学会/日本レオロジー学会/日本ロボット学会
・公益社団法人
応用物理学会/計測自動制御学会/日本経営工学会/日本顕微鏡学会/日本工学教育協会/日本材料学会/日本磁気学会/日本伝熱学会/日本表面真空学会
・その他
環境システム計測制御学会/生態工学会/日本オフィス学会/日本混相流学会/日本生物環境工学会

### 第2部門 鉱業金属 (15学協会)
・一般社団法人
環境資源工学会/軽金属学会/資源・素材学会/日本鉄鋼協会/日本複合材料学会/日本溶接協会/粉体粉末冶金協会/溶接学会
・公益社団法人
日本金属学会/日本鋳造工学会/腐食防食学会/物理探査学会
・その他
骨材資源工学会/耐火物技術協会/日本素材物性学会

### 第3部門 機械 (16学協会)
・一般社団法人
ターボ機械協会/日本機械学会/日本高圧力技術協会/日本航空宇宙学会/日本設備管理学会/日本塑性加工学会/日本トライボロジー学会/日本フルードパワーシステム学会/プラスチック成形加工学会
・公益社団法人
空気調和・衛生工学会/自動車技術会/精密工学会/砥粒加工学会/日本ガスタービン学会/日本マリンエンジニアリング学会/日本冷凍空調学会

### 第4部門 構造 (8学協会)
・一般社団法人
ダム工学会/日本応用地質学会/日本建築学会
・公益社団法人
地盤工学会/土木学会/日本火災学会/日本コンクリート工学会/日本船舶海洋工学会

### 第5部門 電気 (10学協会)
・一般社団法人
映像情報メディア学会/エレクトロニクス実装学会/画像電子学会/情報処理学会/電気学会/電気設備学会/電子情報通信学会/日本画像学会/レーザー学会
・公益社団法人
低温工学・超電導学会

### 第6部門 化学 (16学協会)
・一般社団法人
色材協会/触媒学会/繊維学会/日本エネルギー学会/日本ゴム協会/日本接着学会/表面技術協会
・公益社団法人
化学工学会/高分子学会/石油学会/電気化学会/日本化学会/日本生物工学会/日本セラミックス協会/有機合成化学恊会
・その他
日本海水学会

## 歴代会長
- 1879年 - 1880年（明治12年 - 13年） 高峯譲吉（幹事）
- 1880年 - 1881年（明治13年 - 14年） 杉山輯吉（幹事）
- 1881年 - 1882年（明治14年 - 15年） 安永義章（幹事）､原田虎三（幹事）
- 1882年（明治15年） 原田虎三
- 1882年 - 1917年（明治15年 - 大正6年） 山尾庸三
- 1917年 - 1923年（大正6年 - 12年） 古市公威
- 1923年 - 1934年（大正12年 - 昭和9年） 古市公威（理事長）
- 1934年 - 1938年（昭和9年 - 13年） 真野文二（理事長）
- 1938年 - 1946年（昭和13年 - 21年） 俵国一（理事長）
- 1946年 - 1949年（昭和21年 - 24年） 佐野利器（理事長）
- 1949年 - 1950年（昭和24年 - 25年） 大野巌（理事長）
- 1950年 - 1953年（昭和25年 - 28年） 大野巌
- 1953年 - 1961年（昭和28年 - 36年） 加茂正雄
- 1961年 - 1965年（昭和36年 - 40年） 丹羽保次郎
- 1965年 - 1967年（昭和40年 - 42年） 辻二郎
- 1967年 - 1969年（昭和42年 - 44年） 内田俊一
- 1969年 - 1971年（昭和44年 - 46年） 福田武雄
- 1971年 - 1975年（昭和46年 - 50年） 的場幸雄
- 1975年 - 1977年（昭和50年 - 52年） 武藤清
- 1977年 - 1984年（昭和52年 - 59年） 吉識雅夫
- 1984年 - 1987年（昭和59年 - 62年） 伊木正二
- 1987年 - 1990年（昭和62年 - 平成2年） 尾佐竹徇
- 1990年 - 1999年（平成2年 - 11年） 石川六郎
- 1999年 - 2003年（平成11年 - 15年） 大橋秀雄
- 2003年 - 2007年（平成15年 - 19年） 佐々木元
- 2007年 - 2011年（平成19年 - 23年） 岸輝雄
- 2011年 - 2014年（平成23年 - 26年） 柘植綾夫
- 2014年 - 2019年（平成26年 - 令和元年） 佐藤順一
- 2019年 - 2025年（令和元年-令和7年） 岸本喜久雄
- 2025年（令和7年-）須藤亮

## 関連団体
- 文部科学省
- 日本学術会議
- 世界工学団体連盟, WFEO
- 国立研究開発法人
  - 科学技術振興機構
- 社団法人
  - 日本工学アカデミー
- 公益財団法人
  - 公益法人協会